# Trofeo Calvià 2024
La 25.ª edición de la clásica ciclista Trofeo Calvià Palmanova-Palmanova fue una carrera en España que se celebró el 24 de enero de 2024 sobre un recorrido de 150 kilómetros en la isla balear de Mallorca. La carrera formó parte del primer trofeo de la Challenge Ciclista a Mallorca 2024.
La carrera formó parte del UCI Europe Tour 2024, calendario ciclístico de los Circuitos Continentales UCI, dentro de la categoría 1.1.

## Equipos participantes
Tomaron parte en la carrera 24 equipos: 8 de categoría UCI WorldTeam, 10 de categoría UCI ProTeam y 6 de categoría Continental. Formaron así un pelotón de 160 ciclistas de los que acabaron 134. Los equipos participantes fueron:
| WorldTeams (8)- Arkéa-B&B Hotels - Bora-Hansgrohe - Cofidis - EF Education-EasyPost - Intermarché-Wanty - Movistar Team - Soudal Quick-Step - UAE Team Emirates ProTeams (10)- Burgos-BH - Caja Rural-Seguros RGA - Equipo Kern Pharma - Euskaltel-Euskadi - Lotto Dstny - Team Flanders-Baloise - Polti Kometa - Tudor Pro Cycling Team - Uno-X Mobility - VF Group-Bardiani CSF-Faizané Equipos continentales (5)- Illes Balears Arabay Cycling - Lidl-Trek Future Racing - Project Echelon Racing - Rembe Pro Cycling Team Sauerland - Team Storck-Metropol Cycling |
| |

## Clasificación final
- La clasificación finalizó de la siguiente forma:[3]

| \| Clasificación general \| Clasificación general \| Clasificación general \| Clasificación general \| Clasificación general \| \| Ciclista \| Ciclista \| Equipo \| Tiempo \| \| \| --------------------- \| --------------------- \| ---------------------- \| --------------------- \| --------------------- \| \| 1.º \| Simon Carr \| EF Education-EasyPost \| 3 h 48 min 46 s \| \| \| 2.º \| Aleksandr Vlásov \| Bora-Hansgrohe \| + 0 s \| \| \| 3.º \| Brandon McNulty \| UAE Team Emirates \| + 27 s \| \| \| 4.º \| Alex Aranburu \| Movistar Team \| + 1 min 32 s \| \| \| 5.º \| Alberto Bettiol \| EF Education-EasyPost \| + 1 min 33 s \| \| \| 6.º \| Rui Alberto Costa \| EF Education-EasyPost \| + 2 min 03 s \| \| \| 7.º \| Marius Mayrhofer \| Tudor Pro Cycling Team \| + 2 min 03 s \| \| \| 8.º \| Hugo Page \| Intermarché-Wanty \| + 2 min 03 s \| \| \| 9.º \| Vincenzo Albanese \| Arkéa-B&B Hotels \| + 2 min 03 s \| \| \| 10.º \| Ilan Van Wilder \| Soudal Quick-Step \| + 2 min 03 s \| \| |                   |                        |                 |
| |                   |                        |                 |
| Fuente: ProCyclingStats |                   |                        |                 |
| Clasificación general |                   |                        |                 |
| Ciclista | Ciclista          | Equipo                 | Tiempo          |
| 1.º | Simon Carr        | EF Education-EasyPost  | 3 h 48 min 46 s |
| 2.º | Aleksandr Vlásov  | Bora-Hansgrohe         | + 0 s           |
| 3.º | Brandon McNulty   | UAE Team Emirates      | + 27 s          |
| 4.º | Alex Aranburu     | Movistar Team          | + 1 min 32 s    |
| 5.º | Alberto Bettiol   | EF Education-EasyPost  | + 1 min 33 s    |
| 6.º | Rui Alberto Costa | EF Education-EasyPost  | + 2 min 03 s    |
| 7.º | Marius Mayrhofer  | Tudor Pro Cycling Team | + 2 min 03 s    |
| 8.º | Hugo Page         | Intermarché-Wanty      | + 2 min 03 s    |
| 9.º | Vincenzo Albanese | Arkéa-B&B Hotels       | + 2 min 03 s    |
| 10.º | Ilan Van Wilder   | Soudal Quick-Step      | + 2 min 03 s    |

## Ciclistas participantes y posiciones finales
Convenciones:
- AB-N: Abandono en la etapa "N"
- FLT-N: Retiro por llegada fuera del límite de tiempo en la etapa "N"
- NTS-N: No tomó la salida para la etapa "N"
- DES-N: Descalificado o expulsado en la etapa "N"

## UCI World Ranking
El Trofeo Calvià otorgó puntos para el UCI World Ranking para corredores de los equipos en las categorías UCI WorldTeam, UCI ProTeam y Continental. Las siguientes tablas son el baremo de puntuación y los diez corredores que obtuvieron más puntos:
| Posición   | 1.º | 2.º | 3.º | 4.º | 5.º | 6.º | 7.º | 8.º | 9.º | 10.º | 11.º | 12.º | 13.º-15.º | 16.º-25.º |
| Puntuación | 125 | 85  | 70  | 60  | 50  | 40  | 35  | 30  | 25  | 20   | 15   | 10   | 5         | 3         |

| Clasificación |                   |                               |        |
| Posición      | Ciclista          | Equipo                        | Puntos |
| ------------- | ----------------- | ----------------------------- | ------ |
| 1.º           | Simon Carr        | EF Education-EasyPost         | 125    |
| 2.º           | Aleksandr Vlasov  | Bora-Hansgrohe                | 85     |
| 3.º           | Brandon McNulty   | UAE Emirates                  | 70     |
| 4.º           | Alex Aranburu     | Movistar                      | 60     |
| 5.º           | Alberto Bettiol   | EF Education-EasyPost         | 50     |
| 6.º           | Rui Costa         | EF Education-EasyPost         | 40     |
| 7.º           | Marius Mayrhofer  | Tudor                         | 35     |
| 8.º           | Hugo Page         | Intermarché-Wanty             | 30     |
| 9.º           | Ilan Van Wilder   | Soudal Quick-Step             | 25     |
| 10.º          | Samuele Zoccarato | VF Group Bardiani-CSF Faizanè | 20     |